# 도쿄 행행

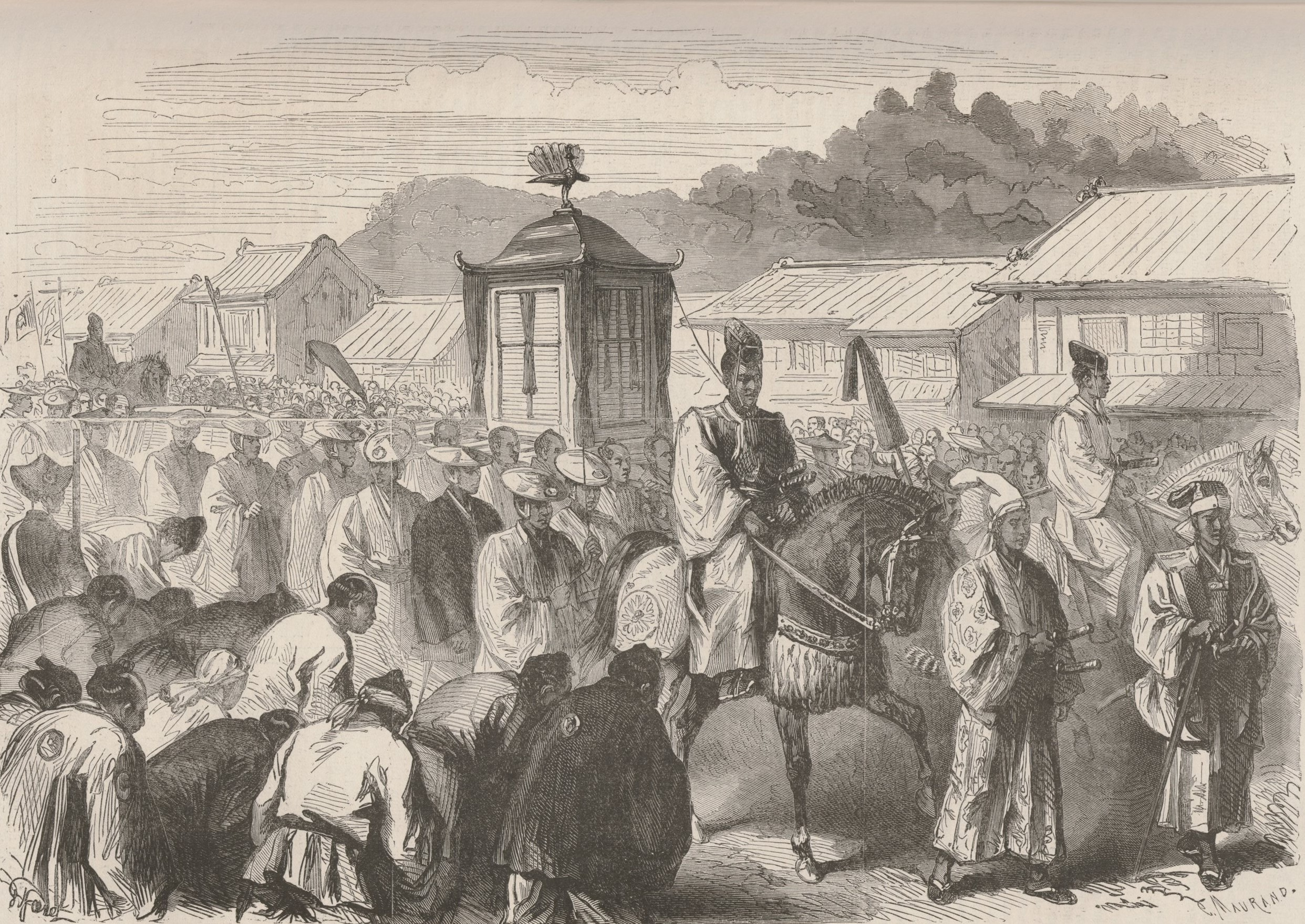
메이지 천황의 도쿄 행행
(르몽드 일러스트, 1869년 2월 20일)

도쿄 행행(일본어: 東京行幸)은 1868년(메이지 원년)과 1869년(메이지 2년)의 2차례에 걸쳐 행해진 메이지 천황의 도쿄로의 행차이다. 동행(東幸)이라고도 한다.
1868년 7월 17일(서력 9월 3일)에 메이지 천황은 에도(江戶)를 도쿄(東京)로 개칭하는 조서를 발표하고 같은 해 10월 13일에 에도 성에 입성하였다. 12월에 교토로 돌아갔다가 1869년 봄에 다시 도쿄로 돌아왔다.

## 같이 보기
- 메이지 유신